# Palais Hessenstein

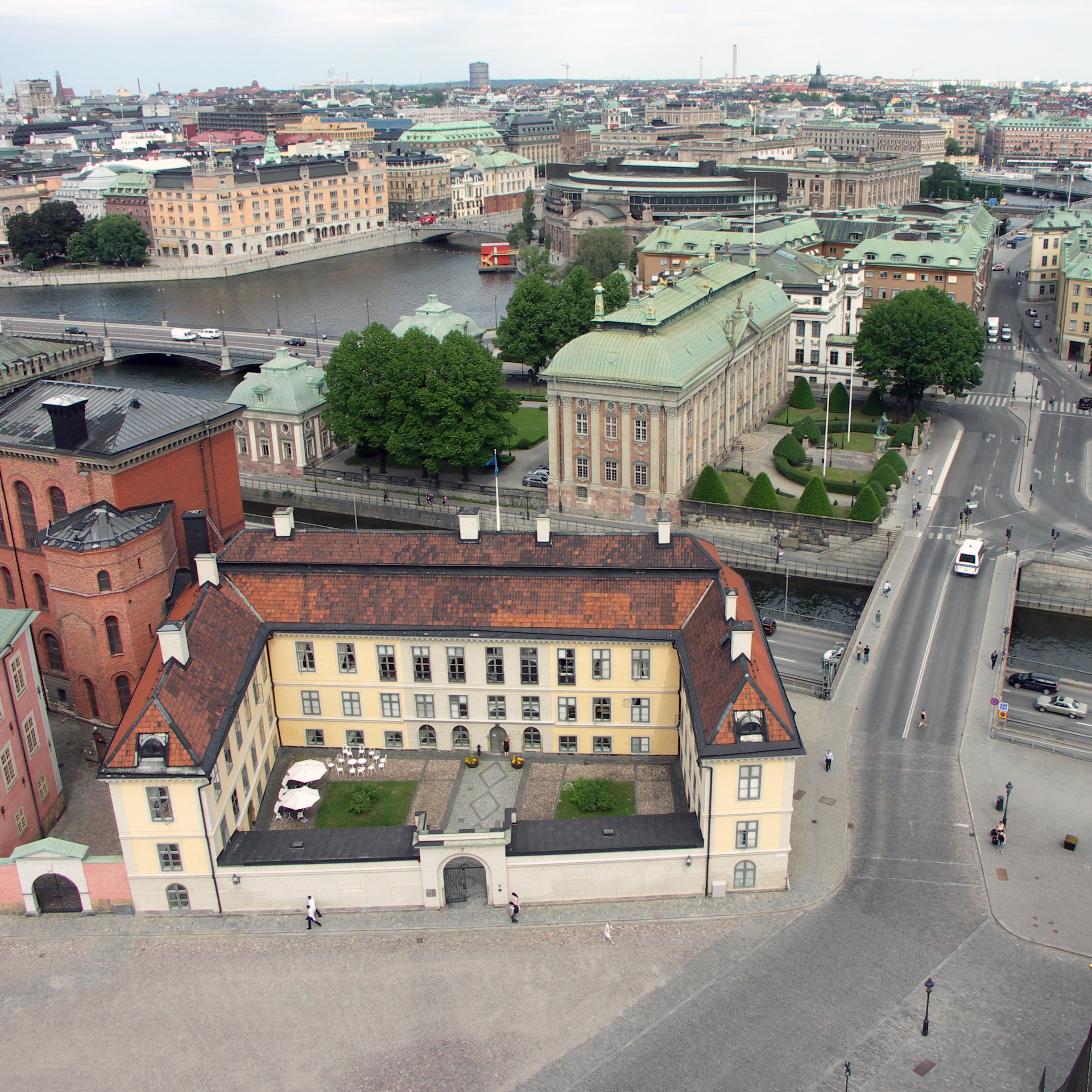
Palais Hessenstein (2006)

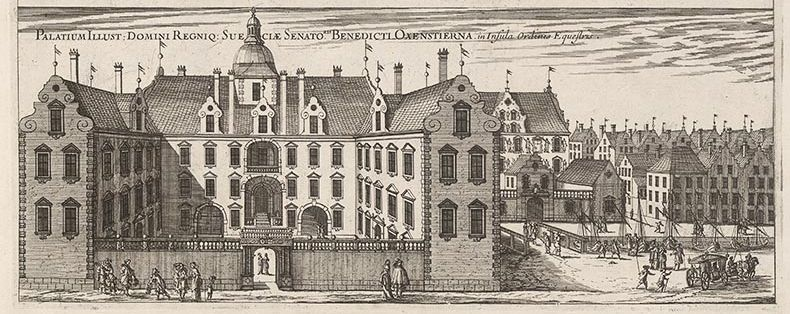
Palais Hessenstein 1670

Le Palais Hessenstein est un palais de ville de la vieille ville de Stockholm, en Suède. Il s'agit d'un bâtiment à trois ailes et trois étages sur Riddarholmen, du côté nord-est de la place Birger Jarls Torg.

## Histoire
Le palais, de style maniériste, a été construit vers 1630 pour le conseiller impérial Bengt Bengtsson Oxenstierna. Bengt Gabrielsson Oxenstierna et son épouse Eva Juliana Wachtmeister ont acheté le bâtiment à son parent en 1670. En 1680, ils louèrent le palais à Nicodème Tessin le Jeune dans sa forme actuelle, probablement d'après les plans de son père, l'architecte de la cour Nicodème Tessin l'Ancien.
Le roi Frédéric Ier de Suède (1676-1751) acheta le palais et le donna à sa maîtresse, la comtesse Hedvig Ulrika Taube, en 1734. Les étages supérieurs ont été rénovés par Carl Hårleman, mais Hedvig Taube est décédé en 1744 avant que la rénovation ne soit terminée. Le palais passa ainsi à Friedrich Wilhelm von Hessenstein, son fils et fils du roi, qui termina la rénovation et d'après qui la batisse porte depuis lors son nom.
Dans les années 1750, l'homme politique puis président de la Chancellerie d'État Carl Gustaf Tessin, fils de l'architecte Nicodème Tessin l'Ancien, loue la maison au gouverneur du prince héritier Gustave III, car la famille royale vivait dans le palais de Wrangel en face, pendant que le palais royal était reconstruit après l'incendie de 1697.
À partir de 1835, le bâtiment abritait diverses institutions gouvernementales. Il a été restauré en 1983, restaurant des intérieurs des années 1600 et 1700. Aujourd'hui, le bâtiment est utilisé par la cour d'appel, la Svea hovrätt, dont le siège est au Palais Wrangel.

## Liens web
- http://www.stockholmgamlastan.se/lang_en/se_gora/palatsen.php